# Baía de Lübeck

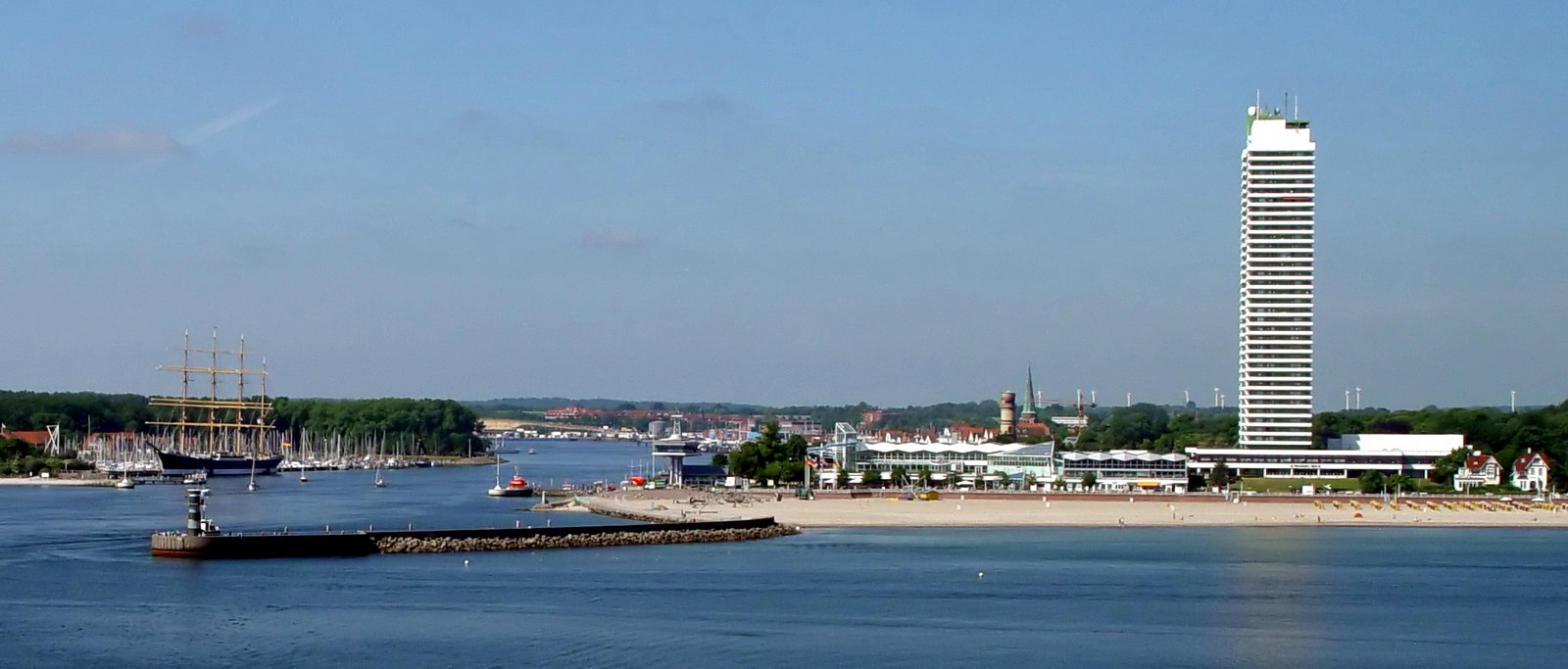
Baía de Lübeck

A baía de Lübeck (em alemão:  Lübecker Bucht) é uma baía do mar Báltico, situada no norte da Alemanha. É a parte mais ocidental do mar Báltico e da baía de Mecklemburgo. Fica a nordeste da cidade de Lübeck e banha vários municípios dos estados de Schleswig-Holstein e  Mecklemburgo-Pomerânia Ocidental.